# Malick Sidibé
Malick Sidibé   (Soloba, 1936 - Bamako, 14 d'abril de 2016) va ser un fotògraf malià, conegut pels seus treballs en blanc i negre documentant la cultura popular a Bamako, principalment durant la dècada de 1960 i 1970.
Va néixer a Soloba i va completar els seus estudis en dibuix i joieria a l'Escola d'Artesans Sudanesos, actualment coneguda com l'Institut Nacional de les Arts, a Bamako. Va entrar en contacte amb la fotografia el 1955, en conèixer al francès Gérard Guillat-Guignard, conegut com a Gégé la pellicule (Gégé rodet) quan aquest va sol·licitar un decorador per al seu estudi de Bamako i l'escola de Sidibé el va enviar a ell, ja que era un dels seus dibuixants més destacats. Es va quedar com a aprenent de Gégé i el 1958 va obrir el seu propi estudi, el Studio Malick, a Bamako, especialitzant-se en fotografia documental i centrant-se principalment en la joventut de la capital de Mali. En la dècada de 1970 es va centrar en els retrats d'estudi.
En 2009 va rebre el premi PHotoEspaña Baume et Mercier a la seva trajectòria professional en l'àmbit de la fotografia.